# Quận Washington, Mississippi
Quận Washington là một quận thuộc tiểu bang Mississippi, Hoa Kỳ.
Quận này được đặt tên theo George Washington. Theo điều tra dân số của Cục điều tra dân số Hoa Kỳ năm 2000, quận có dân số 62.977 người. Quận lỵ đóng ở Greenville6.

## Địa lý
Theo Cục điều tra dân số Hoa Kỳ, quận có diện tích 1972 km2, trong đó có 97 km2 là diện tích mặt nước.

### Các xa lộ chính
- U.S. Highway 82
- U.S. Highway 61
- U.S. Highway 278
- Mississippi Highway 1
- Mississippi Highway 12

### Quận giáp ranh
- Quận Bolivar (bắc)
- Quận Sunflower (đông bắc)
- Quận Humphreys (đông)
- Quận Sharkey (đông nam)
- Quận Issaquena (nam)
- Quận Chicot, Arkansas (tây)